# Gaetano Di Pierro
Gaetano Di Pierro SCI (Orta Nova, 1 de dezembro de 1948) é um religioso religioso italiano e bispo católico romano de Farafangana.
Gaetano Di Pierro entrou na Congregação Dehoniana e foi ordenado sacerdote em 29 de junho de 1975.
Em 24 de abril de 2001, o Papa João Paulo II o nomeou Bispo Auxiliar de Ambatondrazaka e Bispo Titular de Guardialfiera. O bispo de Ambatondrazaka, Antoine Scopelliti OSsT, consagrou-o bispo em 5 de agosto do mesmo ano; Co-consagrantes foram o Cardeal Armand Gaétan Razafindratandra, Arcebispo de Antananarivo, e o Bruno Musarò, Núncio Apostólico em Madagascar, Comores e Seychelles.
Em 13 de maio de 2006 foi pelo Papa Bento XVI nomeado o primeiro bispo da diocese de Moramanga, erigida na mesma data. 
O Papa Francisco o nomeou Bispo de Farafangana em 3 de março de 2018. A inauguração ocorreu em 12 de abril do mesmo ano.